# Carlos Moreno Córdoba
Carlos Andrés Moreno (Quibdó, Colombia; 8 de marzo de 1996) es un futbolista colombiano. Juega de centrocampista y su equipo actual es el Deportes Quindío de la Categoría Primera B.

## Clubes
| Club                     | País     | Año           |
| ------------------------ | -------- | ------------- |
| Universitario de Popayán | Colombia | 2014-2015     |
| Deportes Quindío         | Colombia | 2016-presente |